# Small Things Like These
Small Things Like These ist ein Filmdrama von Tim Mielants. Der Film mit Cillian Murphy, Ciarán Hinds und Emily Watson in den Hauptrollen basiert auf dem gleichnamigen historischen Roman der irischen Schriftstellerin Claire Keegan und feierte Mitte Februar 2024 bei den Internationalen Filmfestspielen in Berlin seine Premiere, wo er im Wettbewerb für den Goldenen Bären nominiert war. Der Kinostart in Irland erfolgte Anfang November 2024. Der Film zeigt die Enthüllungen über die irischen Magdalenen-Wäschereien durch den Protagonisten. Diese Heime wurden ab den 1820er Jahren bis ins Jahr 1996 von römisch-katholischen Institutionen betrieben, vorgeblich um „gefallene junge Frauen“ zu reformieren, in Wirklichkeit handelte es sich jedoch um Korrektions- oder Besserungsanstalten für Frauen.

## Handlung
Irland, in der Vorweihnachtszeit 1985: Der schweigsame Bill Furlong arbeitet als Kohlenhändler und lebt mit seiner Ehefrau Eileen und den fünf gemeinsamen Töchtern in der Kleinstadt New Ross im County Wexford. Die Gemeinde ist von Armut geprägt, dennoch bezahlt Bill seinen Mitarbeitern verhältnismäßig gute Löhne. Seine Töchter besuchen die katholische Schule des örtlichen Klosters. Seine Älteste, Kathleen, die in der Buchhaltung des kleinen Familienunternehmens aushilft, plant nach dem Schulabschluss ein Studium aufzunehmen.
Als Bill eines Morgens beim Kloster die Kohle ausliefert, wird er Zeuge der Zwangseinlieferung einer jungen Frau. Es ist stadtweit bekannt, dass schwangere alleinstehende Frauen und Mädchen dort aufgenommen werden. Das Ereignis führt dazu, dass Bill sich mit seiner eigenen Vergangenheit auseinanderzusetzen beginnt. Auch er wurde unehelich geboren und von seiner Mutter Sarah ohne Vater aufgezogen. Als Kind wurde er deshalb von seinen Mitschülern gemobbt. Mutter und Sohn profitierten von Sarahs Anstellung im Haus der reichen Mrs. Wilson, welche die damals sechzehnjährige Sarah gegen die allgemeine Stimmung im Ort nicht vor die Tür setzte, als ihre Schwangerschaft bekannt wurde, sondern Mutter und Kind Obdach gab. Mrs Wilson kümmerte sich auch um Bills Schulbildung und schenkte ihm regelmäßig Bücher, oft von Charles Dickens. Auch am Hof angestellt war Ned, mit dem Sarah ein inniges Verhältnis hatte, ehe sie 1954 im Hof plötzlich zusammenbrach und in dessen Armen verstarb. Daraufhin wurde der junge Bill weiter von Mrs. Wilson mit Neds Unterstützung aufgezogen.
Bills Ehefrau bemerkt seine „Stille“ und seine Schlaflosigkeit in der Nacht. Bill fürchtet sich davor, dass die ledige Kathleen ungewollt schwanger werden könnte. Bei einem weiteren Besuch im Kloster wird er von einem Mädchen direkt auf die Missstände aufmerksam gemacht. Eileen rät ihm, sich nicht in die Angelegenheiten der Nonnen weiter einzumischen. Auch die örtliche Pubbesitzerin warnt ihn, nachdem Bill eines frühen Morgens eine junge Frau namens Sarah eingeschlossen im Kohlenkeller vorgefunden hat. Schwester Mary, die Leiterin des Klosters, versucht die Vorkommnisse unter den Tisch zu kehren. Es habe sich um einen einmaligen Streich der anderen Mädchen gehandelt. Schwester Mary droht Bill indirekt in einem Vier-Augen-Gespräch, seine Töchter von der Schule zu nehmen. Auch besticht sie ihn mit Geld, das er annimmt.
Auf der Fahrt zurück nach Hause, erleidet Bill einen Nervenzusammenbruch. Er gibt das Geld nicht an Eileen weiter, sondern lässt es in seiner Jackentasche. Eileen erfährt durch Schwester Mary von der Neuigkeit. Sie will die Summe annehmen, um alle Auslagen für das Weihnachtsfest bezahlen zu können. Bill verbringt wieder eine schlaflose Nacht. Am nächsten Morgen besucht er das Grab seiner Mutter, die im Alter von fünfundzwanzig Jahren verstarb, und fährt dann zu Mrs. Wilsons ehemaligen Anwesen, um Ned zu besuchen. Von den neuen Besitzern erfährt er, dass Ned altersschwach im Krankenhaus liegt. Er wird auch auf seine Ähnlichkeit mit Ned angesprochen, und es dämmert ihm, dass Ned sein Vater sein könnte. 
Bill erledigt die letzten Weihnachtsvorbereitungen – ein Geschenk für seine Frau, ein Besuch beim Barbier –, aber bevor dieser ihn rasieren kann, wird Bill von Erinnerungen an Ned überkommen. Er verlässt den Salon und sucht erneut den Kohlenkeller des Klosters auf, wo er wieder die entkräftete Sarah findet. Er nimmt sie kurzerhand mit zu sich nach Hause, was auch vor der bis dahin schweigsamen Stadtgemeinschaft nicht verborgen bleibt. Der Film endet mit dem Eintreffen Bills und Sarahs in seinem Haus, während Bills Familie nichts ahnend das Abendessen vorbereitet.

## Literarische Vorlage

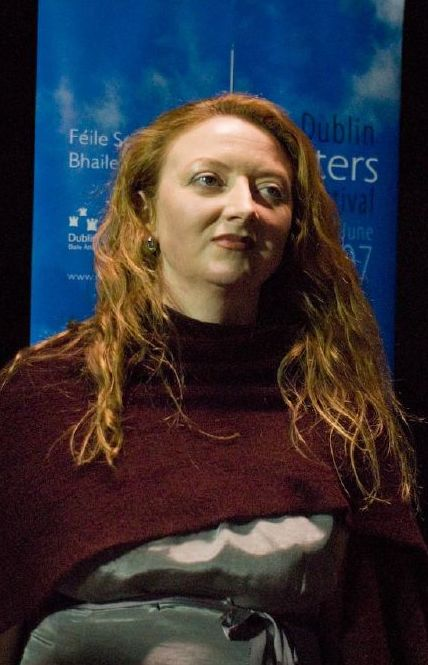
Claire Keegan, die Autorin von Small Things Like These

Der Film basiert auf dem Historienroman Small Things Like These der irischen Schriftstellerin Claire Keegan, der 2021 bei Grove Press veröffentlicht wurde. Das Buch wurde im Jahr 2022 unter dem Titel Kleine Dinge wie diese in einer Übersetzung von Hans-Christian Oeser im Steidl Verlag auf Deutsch veröffentlicht. Small Things Like These gewann 2022 den Orwell Prize for Political Fiction und kam in die engere Wahl für den Rathbones Folio Prize und den Booker Prize. Die Autorin thematisiert in ihrem Roman die Zustände in den Magdalenenheimen. Der Protagonist Bill Furlong, ein Kohlenhändler und selbst Vater von fünf Töchtern, will das Schicksal der jungen Mädchen in einer dieser Einrichtungen nicht mehr ignorieren, als er beim Liefern von Feuerholz und Kohlen einen Blick hinter die Klostermauern werfen konnte. Heime dieser Art wurden ab den 1820er Jahren bis ins Jahr 1996 von römisch-katholischen Institutionen betrieben, vorgeblich um „gefallene junge Frauen“ zu reformieren, in Wirklichkeit handelte es sich jedoch um Korrektions- oder Besserungsanstalten für Frauen. Oft wurden diese von einem ihrer Familienmitglieder dort „abgegeben“, damit sie ihre Schwangerschaft vor der Gesellschaft verbergen konnten. Im Roman ist Bills Mutter Sarah als Teenager selbst mit ihm schwanger gewesen, musste jedoch nicht in ein solches Heim, sondern wurde bei einer Familie aufgenommen, bei der sie für einen kleinen Lohn arbeitete und im Gegenzug Unterkunft und Verpflegung erhielt.
Bereits Keegans Roman Das dritte Licht (Originaltitel Foster) wurde verfilmt. Der Film The Quiet Girl (im Irischen An Cailín Ciúin) von Colm Bairéad wurde von Irland als Beitrag für die Oscarverleihung 2023 als bester Internationaler Film eingereicht.

## Produktion

### Regie und Drehbuch
Regie führte der Belgier Tim Mielants. Es handelt sich bei Small Things Like These nach der Tragikomödie De Patrick von 2019, dem Liebesdrama Nobody Has to Know von 2021 und dem Historiendrama Weil der Mensch erbärmlich ist von 2023 um Mielants’ vierte Regiearbeit bei einem Spielfilm. Das Drehbuch schrieb der irische Dramatiker und Hörspielautor Enda Walsh. Zu seinen früheren Arbeiten gehören die Drehbücher für den Thriller Chatroom und den Mysteryfilm The House.

### Besetzung

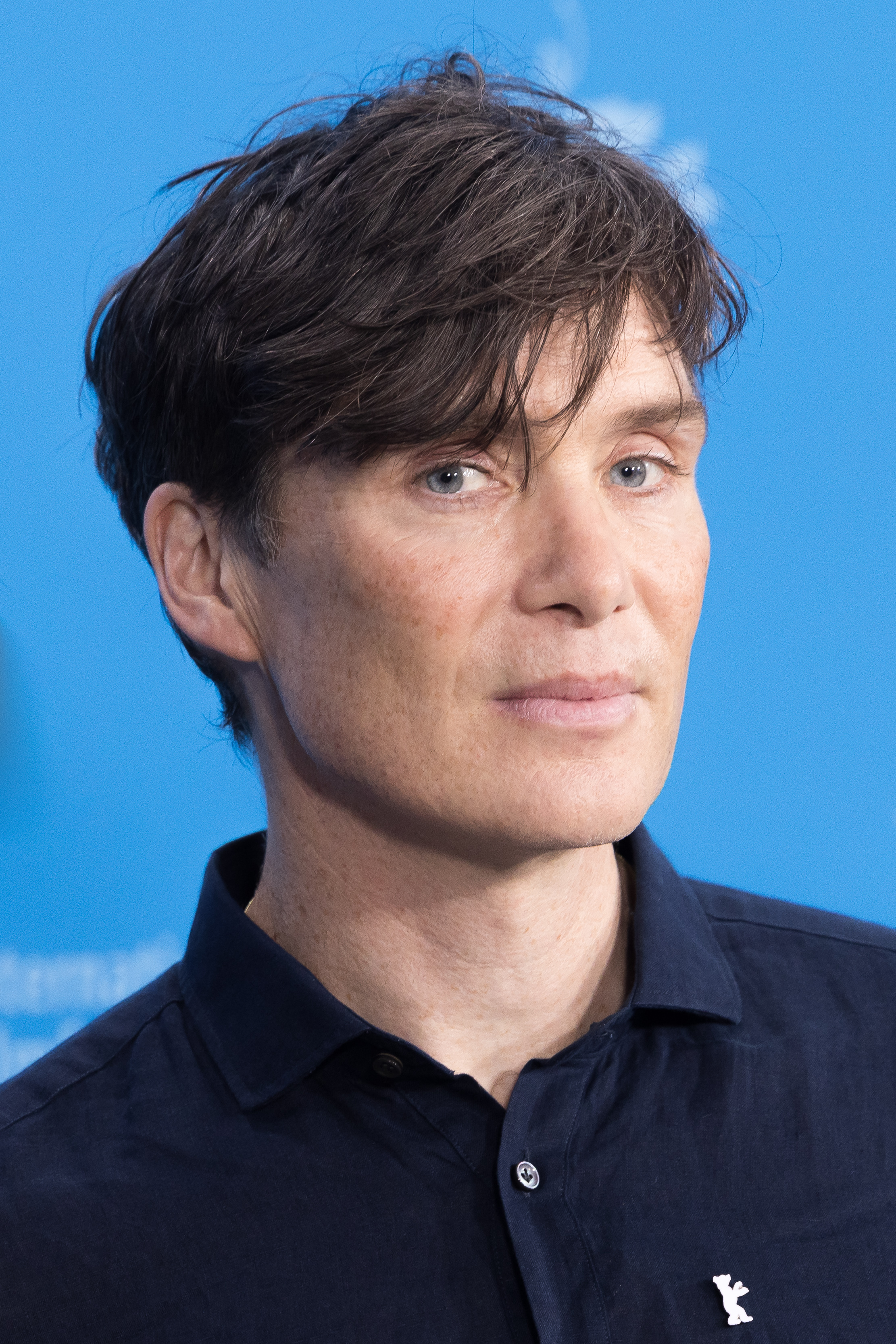
Der Ire Cillian Murphy spielt den Familienvater Bill Furlong

In den Hauptrollen sind Cillian Murphy, Eileen Walsh, Emily Watson, Ciarán Hinds und Michelle Fairley zu sehen. Murphy, der zuletzt in Christopher Nolans Historiendrama Oppenheimer in der Titelrolle zu sehen war und für seine Leistung unter anderem im Rahmen der Screen Actors Guild Awards Nominierungen erhielt und bei der Oscarverleihung und den Golden Globe Awards ausgezeichnet wurde, arbeitete mit Mielants zuvor für die dritte Staffel der Fernsehserie  Peaky Blinders – Gangs of Birmingham zusammen. In Small Things Like These spielt er Bill Furlong, den Vater von fünf Töchtern, und tritt auch als einer der Produzenten des Films in Erscheinung. Für den Nachwuchsschauspieler Louis Kirwan, der den jungen Bill spielt, handelt es sich um seine erste Filmrolle. Walsh spielt im Film seine Ehefrau Eileen. Watson spielt Schwester Mary, die Leiterin der Wäscherei des Klosters. Michelle Fairley spielt Mrs. Wilson, in deren Obhut Bills Mutter Sarah ihn gab, und Mark McKenna deren Gehilfen Ned, der für Bill eine Vaterfigur und auch ein Freund wurde. Zara Devlin spielt Sarah, ein Mädchen, das in der Wäscherei arbeitet. In weiteren Rollen sind Clare Dunne als Schwester Carmel, Agnes O’Casey als Bills Mutter Sarah, Helen Behan als Pub-Besitzerin Mrs. Kehoe, Amy De Bhrún als Emma, Joanne Crawford als Norma Sinnott, Abby Fitz und Ian O’Reilly zu sehen.

### Szenenbild und Dreharbeiten
Für das Szenenbild zeichnete der Neuseeländer Paki Smith verantwortlich. Er war in der Vergangenheit für Filme wie John Carter – Zwischen zwei Welten von Andrew Stanton, The Dark Knight Rises von Christopher Nolan und High-Rise von Ben Wheatley tätig.
Gedreht wurde ab Anfang des Jahres 2023. Die Dreharbeiten in der Stadt New Ross im Südosten der Republik Irland endeten Anfang April 2023. Auch Keegans Roman spielt in New Ross. Dort entstanden unter anderem Aufnahmen in der Quay Street, der Conduit Lane und im Mercy-Kloster. Als Kameramann fungierte wie bei De Patrick der Niederländer  Frank van den Eeden. Er war in der Vergangenheit auch für Filme von Fien Troch und Lukas Dhont tätig.

### Filmmusik und Veröffentlichung
Die Filmmusik komponierte Senjan Janson. Der Komponist, Sounddesigner und Musikproduzent arbeitet interdisziplinär und international in den Bereichen darstellende Kunst, bildende Kunst, Mode und für den Film. Janson komponierte auch für die Regisseure Fien Troch, Laure Prouvost, Koen Mortier und Nicolas Provost. Mielants arbeitete mit Janson bereits für die Fernsehserie Cordon zusammen, bei der er Regie führte.
Die Premiere des Films fand am 15. Februar 2024 bei den Internationalen Filmfestspielen Berlin statt, wo er als Eröffnungsfilm im Wettbewerb gezeigt wurde. Der erste Trailer wurde im September 2024 vorgestellt. Im Oktober 2024 wurde er beim Woodstock Film Festival, beim Hamptons International Film Festival, beim Newport Beach Film Festival, beim Heartland International Film Festival und beim Chicago International Film Festival vorgestellt. Ende Oktober, Anfang November 2024 wurde er beim Savannah Film Festival gezeigt und hiernach beim Denver Film Festival. Der Kinostart in Irland war am 1. November 2024.

## Rezeption

### Kritiken und Einspielergebnis
Von den bei Rotten Tomatoes aufgeführten Kritiken sind 93 Prozent positiv bei einer durchschnittlichen Bewertung mit 7,8 von 10 möglichen Punkten. Bei Metacritic erhielt der Film einen Metascore von 84 von 100 möglichen Punkten.

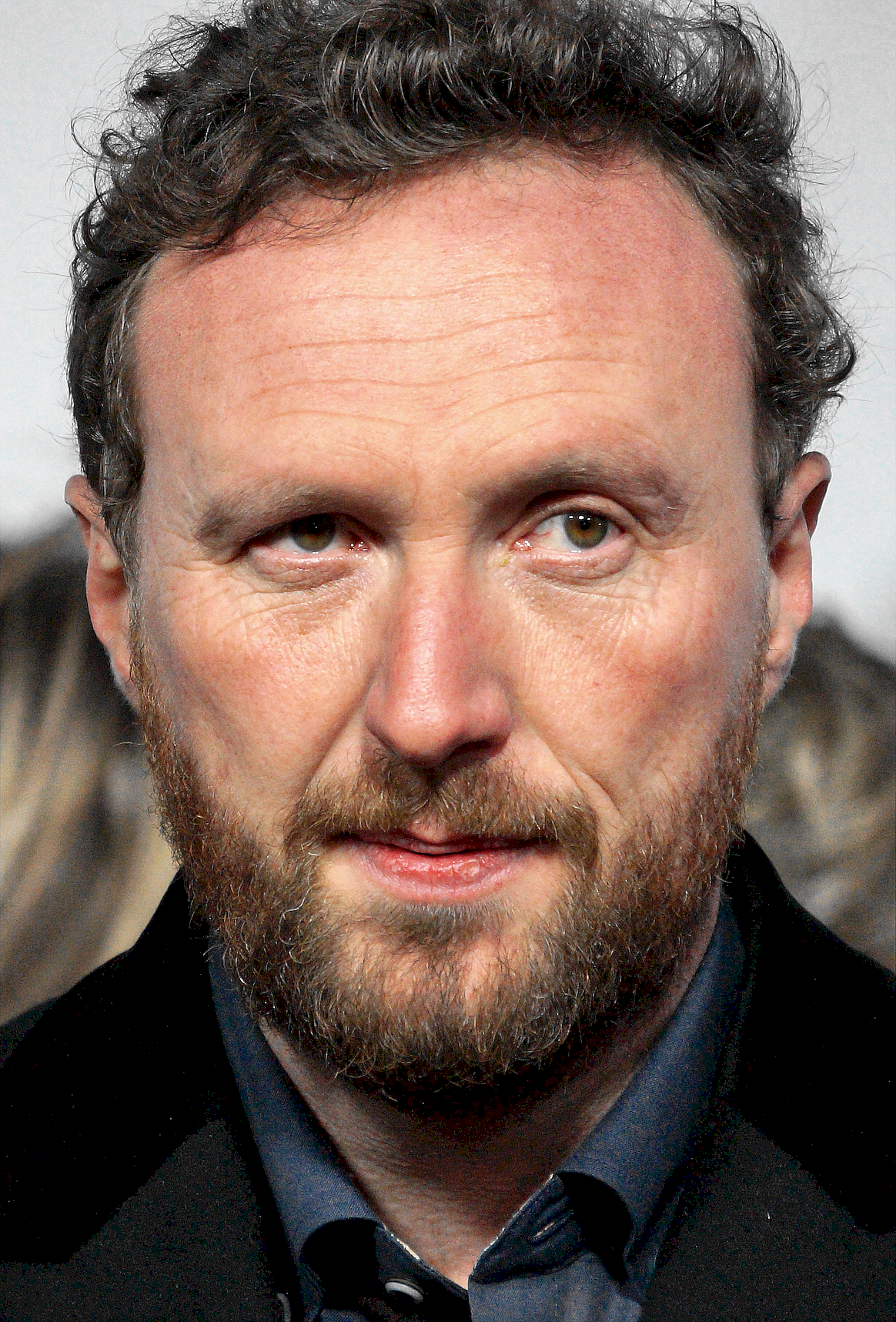
Regisseur Tim Mielants

Rachel Pronger von IndieWire schreibt in ihrer Kritik, der Film sei besonders aus dem Grund schockierend, weil er zeigt, welche Rolle Frauen bei der Aufrechterhaltung der strafenden patriarchalischen Standards der Gesellschaft spielten. Auch werde der in einer von Frauen dominierten Welt lebende Bill, der kaum Kontakt zu anderen Männern hat, nicht nur von den Nonnen, sondern auch von seiner Ehefrau Eileen bis hin zur Pub-Besitzerin davor gewarnt, sich in etwas einzumischen, das ihn nichts angeht. Regisseur Tim Mielants und sein Kameramann Frank van den Eeden hätten den Drehort in der Grafschaft Wexford auf brillante Weise genutzt, um sowohl die gemütliche, als auch die klaustrophobische Seite dieser Kleinstadt einzufangen, in der jeder jeden kennt.
Cosima Lutz bemerkt in ihrer Kritik beim Filmdienst, der Film spiele psychologisch stimmig Bills übergroße Empathiefähigkeit nicht gegen das Betrauern des eigenen Lebens aus. Die schweren Tränen, die manchmal über sein unbewegtes Gesicht tropfen, würden der eigenen Mutter gelten und der eigenen Vergangenheit ebenso wie den gefährdeten Töchtern und dem brutalen Ausgeliefertsein der fremden jungen Frauen. Das mit grünen Wiesen und boomender Wirtschaft assoziierte Land zeige der Film in gedeckten, düsteren Farben, angeschmutzt und selbst in der Vorweihnachtszeit ohne jeden anheimelnden Charme. Doch über seinen atmosphärischen Realismus hinaus erzähle Small Things Like These vor allem auf körperliche Weise vom Aufrechtsein, Sich-Beugen, Fast-Brechen. So gehe der schweigsame Bill stets gebückt, da er gewohnt ist, Lasten zu tragen, auch wenn sein Körper eigentlich viel zu zart für all die Kohlensäcke wirke, die er Tag für Tag von seiner Ladefläche auf seine Schultern und dann in finstere Lagerräume wuchtet.
Christoph Petersen von Filmstarts beschreibt Small Things Like These in seiner Kritik als ein betont bescheidenes, aber deshalb nicht minder ergreifendes Weihnachtsmärchen mit einer feinen humanistischen Moral und einem einmal mehr überragenden Cillian Murphy in der Hauptrolle. Es handele sich um einen Film gegen das Wegschauen und Kopfeinziehen, was aber definitiv nicht heiße, dass er deshalb weniger wirkungsvoll wäre.
Die weltweiten Einnahmen des Films aus Kinovorführungen belaufen sich auf 10,2 Millionen US-Dollar.

### Auszeichnungen
Camerimage 2024

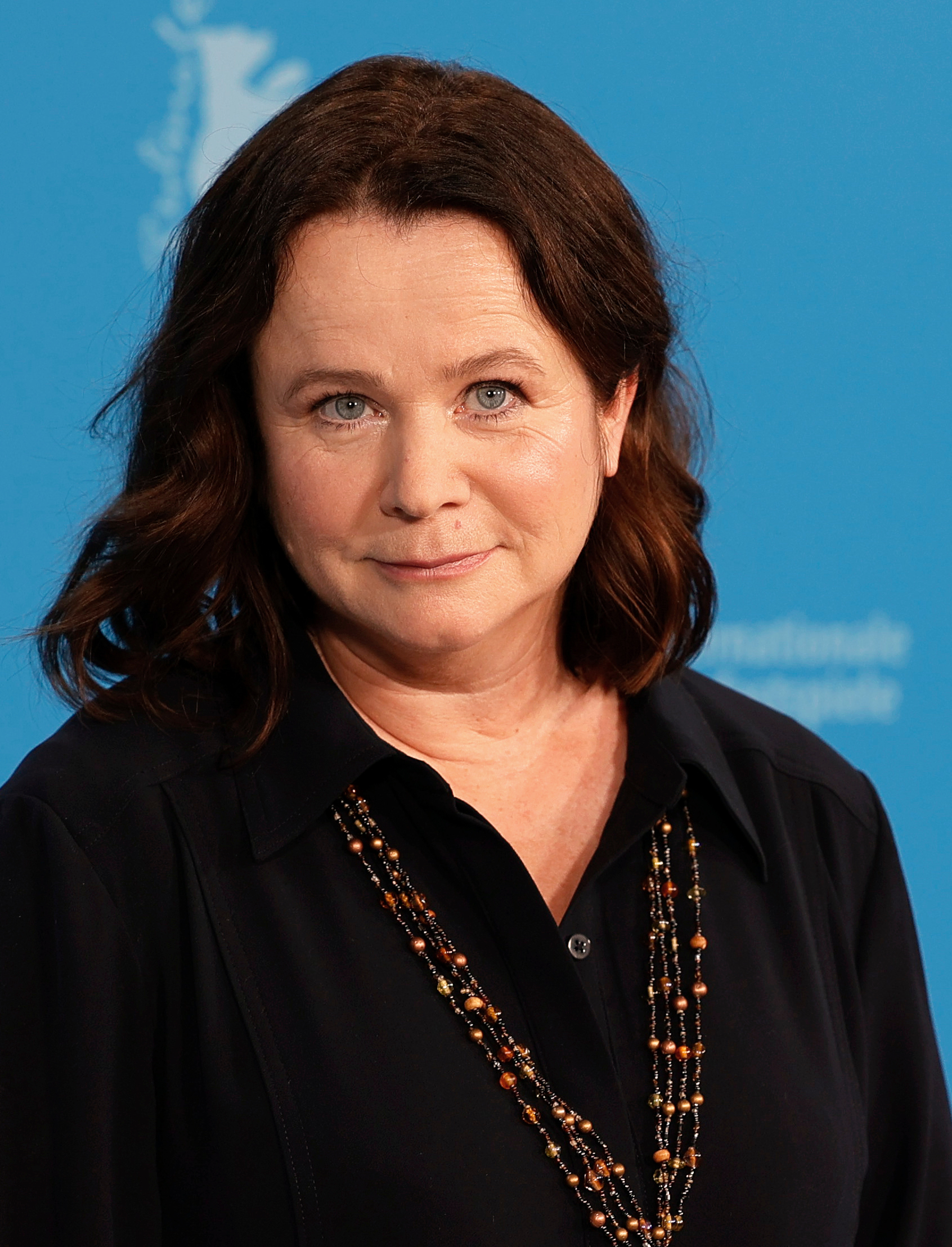
Emily Watson spielt Schwester Mary

- Nominierung als Bester Film für den Goldenen Frosch[27]

Internationale Filmfestspiele Berlin 2024
- Nominierung im Wettbewerb um den Goldenen Bären
- Auszeichnung mit dem Silbernen Bären für die Beste Nebenrolle (Emily Watson)

Irish Film and Television Awards 2025
- Auszeichnung als Bester Film
- Auszeichnung für das Beste Drehbuch (Enda Walsh)
- Auszeichnung als Bester Hauptdarsteller (Cillian Murphy)
- Nominierung als Beste Hauptdarstellerin (Eileen Walsh)
- Nominierung als Beste Nebendarstellerin (Zara Devlin)
- Nominierung als Beste internationale Schauspielerin (Emily Watson)
- Nominierung für das Beste Casting (Maureen Hughes)
- Nominierung für die Besten Frisuren und das beste Make-up (Lorraine Glynn und Lynn Johnston)
- Nominierung für den Besten Ton (Hugh Fox und Senjan Jansen)[28][29]